# 小川大空
小川 大空（おがわ そら、1999年10月18日 - ）は、大阪府出身のサッカー選手。サガン鳥栖所属。ポジションはDF。

## 来歴
阪南大学高等学校を経て大阪体育大学に進学し、同校のサッカー部でプレー。
2021年9月13日、2022年シーズンからの愛媛FC加入内定が発表された。また同月22日には特別指定選手に承認された。同月25日、J2第31節のモンテディオ山形戦に出場し、Jリーグデビューを果たした。
2023シーズンではキャプテンに就任し、レギュラーにも定着。最終ラインの要としてJ3優勝に貢献した。また、シーズンを通してセンターバックを組んだ森下怜哉と共にリーグの年間ベストイレブンにも選出された。
J2昇格後も森下とのペアで愛媛の最終ラインを支えた。
2024年12月27日、活躍が認められ森下と共にサガン鳥栖への移籍が発表された。

## エピソード
幼稚園時代まで現在の「大空」で”そら”という名前ではなく「宇宙」で”そら”という名前だったが、「『宇宙』では遠くに行きすぎるので」という理由で裁判所で手続きを行い、現在の「大空」に改名している。
愛媛FCで大阪体育大学時代の先輩、疋田優人とチームメイトになる。疋田いわく、学生時代は問題児で、監督やコーチにもよく文句を言っていた。
試合中すぐ怒る。それをCBでペアを組む森下が止めるということが多々ある。
愛媛FCのファンサービス時に自分がサインを書きに向かおうとしたら、同じタイミングでファンサービスに向かった窪田稜にファン・サポーターが沸いたことで拗ねたことがあり、もっとキャーキャー言われたいと思っている。

## 所属クラブ
- 下野池JSS
- RIP ACE SC
- 阪南大学高等学校
- 大阪体育大学
  - 2021年9月 - 同年12月  愛媛FC (特別指定選手)
- 2022年 - 2024年  愛媛FC
- 2025年 -  サガン鳥栖

## 個人成績
| 国内大会個人成績 | 国内大会個人成績 | 国内大会個人成績 | 国内大会個人成績 | 国内大会個人成績 | 国内大会個人成績 | 国内大会個人成績 | 国内大会個人成績 | 国内大会個人成績 | 国内大会個人成績 | 国内大会個人成績 | 国内大会個人成績 |
| 年度             | クラブ           | 背番号           | リーグ           | リーグ戦         | リーグ戦         | リーグ杯         | リーグ杯         | オープン杯       | オープン杯       | 期間通算         | 期間通算         |
| 年度             | クラブ           | 背番号           | リーグ           | 出場             | 得点             | 出場             | 得点             | 出場             | 得点             | 出場             | 得点             |
| 日本             | 日本             | 日本             | 日本             | リーグ戦         | リーグ戦         | リーグ杯         | リーグ杯         | 天皇杯           | 天皇杯           | 期間通算         | 期間通算         |
| ---------------- | ---------------- | ---------------- | ---------------- | ---------------- | ---------------- | ---------------- | ---------------- | ---------------- | ---------------- | ---------------- | ---------------- |
| 2021             | 愛媛             | 22               | J2               | 1                | 0                | -                | -                | -                | -                | 1                | 0                |
| 2022             | 愛媛             | 33               | J3               | 13               | 1                | -                | -                | -                | -                | 13               | 1                |
| 2023             | 愛媛             | 33               | J3               | 36               | 1                | -                | -                | -                | -                | 36               | 1                |
| 2024             | 愛媛             | 33               | J2               | 38               | 3                | 1                | 0                | 0                | 0                | 39               | 3                |
| 2025             | 鳥栖             | 32               | J2               |                  |                  |                  |                  |                  |                  |                  |                  |
| 通算             | 日本             | 日本             | J2               | 39               | 3                | 1                | 0                | 0                | 0                | 40               | 3                |
| 通算             | 日本             | 日本             | J3               | 49               | 2                | -                | -                | -                | -                | 49               | 2                |
| 総通算           | 総通算           | 総通算           | 総通算           | 88               | 5                | 1                | 0                | 0                | 0                | 89               | 5                |

- 2021年は特別指定選手。

出場歴
- Jリーグ初出場 - 2021年9月25日 J2第31節 モンテディオ山形戦 (ニンジニアスタジアム)
- Jリーグ初得点 - 2022年10月30日 J3第31節 鹿児島ユナイテッドFC戦 (白波スタジアム)